# Каландри (Империја)
Каландри је насеље у Италији у округу Империја, региону Лигурија.
Према процени из 2011. у насељу је живело 52 становника. Насеље се налази на надморској висини од 175 м.